# Ulak Tembaga
Ulak Tembaga is een bestuurslaag in het regentschap Ogan Komering Ilir van de provincie Zuid-Sumatra, Indonesië. Ulak Tembaga telt 1684 inwoners (volkstelling 2010).